# Васильківська управа

Пам'ятний знак на честь повстання Чернігівського полку, Васильків

Васильківська управа — одна з гілок Південного товариства декабристів, що діяла з 1823 року під орудою С. Муравйова-Апостола та М. Бестужева-Рюміна у місті Василькові та околицях.
Васильківська управа діяла у Василькові та навколишньому регіоні, де був розквартирований Чернігівський піхотний полк і сусідні частини 9-ї піхотної дивізії Російської армії. Об'єднувала групу учасників декабристського руху на Київщині, в тому числі А. Муравйова, В. Враницького, В. Тізенгаузена, I. Повалло-Швейковського.
Васильківська управа висувала найрадикальніші антимонархічні проекти (аж до царевбивства). Влітку 1825 року її члени розробили план військового заколоту в Ліщинському корпусному таборі та походу революційних сил на Київ, Москву, Санкт-Петербург. Розраховувала на розуміння та підтримку П. Пестеля, але останній вирішив доручити їй підготувати початок виступу на 1826 рік.
За погодженням із проводом Південного товариства Васильківська управа мала зносини з іншими протиурядовими організаціями в Україні. 1824 року налагодила контакти з польськими таємними організаціями, зокрема — Патріотичним товариством. У 1825 році прилучила до себе членів Товариства з'єднаних слов'ян. Підготувала та поширювала агітаційний «Православний катехізис». Керівники управи очолили повстання Чернігівського полку (1826).